# Party Mix!
Party Mix! è un album discografico di remix del gruppo musicale new wave statunitense The B-52's, pubblicato nel 1981.

## Tracce
1. Party Out of Bounds (Remix)
2. Private Idaho (Remix)
3. Give Me Back My Man (Remix)
4. Lava (Remix)
5. Dance This Mess Around (Remix)
6. 52 Girls (Remix)

## Formazione
- Kate Pierson
- Fred Schneider
- Keith Strickland
- Cindy Wilson
- Ricky Wilson